# De gouden dolk
De Gouden Dolk (1982) is een boek van Thea Beckman over de Tweede Kruistocht (1147-1149).

## Inhoud
Jiri Rambor is zoon van een dorpssmid  in het middeleeuwse Bourgondië. De grootvader van Jiri wordt als een held beschouwd in de familie Rambor, omdat hij meedeed in de eerste kruistocht en hij vertelde ook zeer veel verhalen over de gouden dolk. Jiri krijgt de voorspelling van een oude wijze vrouw Cantal dat hij een gouden dolk zal bezitten. Dit moet volgens hem de Gouden Dolk van Nour-ed-Din zijn. Hij hoort tevens dat een Tweede Kruistocht wordt georganiseerd, omdat de moslims de stad Edessa hebben heroverd. Enthousiast neemt hij deel aan de Kruistocht, omdat hij vermoedt dat het veroveren van de Gouden Dolk zijn lotsbestemming is.
Jiri neemt aan de kruistocht deel als wapensmid. Andere belangrijke personages zijn Oda, een dienares van de Franse koningin Eleonore die zijn vriendin wordt, Arnold, zijn neef en beste vriend, en Tomas, een Griekse herdersjongen die onderweg wordt opgepikt. Tot Jiri's verbazing en woede loopt ook zijn oudere broer Aycan mee. Aycan deugt nergens voor, "vindt" (lees: steelt) regelmatig dingen, en laat nu ook zijn vader in de steek die zonder zonen de smidse moet runnen. Zelf antwoordt hij daarop dat niemand hem ooit heeft gevraagd of hij wel smid wil worden. Later loopt Aycan zelfs over naar de Turken en wordt moslim. Aycan beweert dat hij aan zijn benauwende lot in het dorp wil ontkomen, en in de loop van de reis begint Jiri wat genuanceerder over hem denken. Lotsbestemming en keuze vormen een belangrijk thema: waar Jiri zich door zijn lot laat leiden eist Aycan het recht op zijn eigen levenskeuzes te maken.
Ook speelt de bovenliggende politiek een rol. Ten eerste is er de rivaliteit tussen de Franse koning Louis en de Duitse keizer Koenraad, die verhindert dat de Franse en Duitse legers gezamenlijk tegen de moslims optrekken. Tegelijkertijd heeft Louis een en ander te stellen met zijn vrouw, Eleonore, de hertogin van Aquitanië. Niet alleen botert het niet tussen de twee, ook is een groot deel van het leger Aquitaans en dus gehoorzaam aan Eleonore en pas daarna aan Louis. Wanneer Eleonore van haar echtgenoot zou scheiden, zou bovendien Aquitanië voor de Franse kroon verloren gaan. Terwijl Louis zo snel mogelijk naar Jeruzalem wil om vergiffenis te krijgen voor zijn eerdere oorlogsmisdaden, wil Eleonore het Vorstendom Antiochië beschermen tegen Nour-ed-Din. Tevens vertrouwt de Byzantijnse keizer Manuel de kruisvaarders niet, wat wederzijds is. Manuel is bang dat de kruisvaarders zijn eigen vrede met de Anatolische Turken in gevaar brengt. De kruisvaarders verdenken hem van samenzwering met dezelfde Turken tegen de kruisvaarders.
Het leger trekt via Duitsland, Hongarije en Constantinopel naar Anatolië, en probeert dit land in de winter over te steken. De strenge Anatolische winter en Turkse weerstand dunnen de gelederen uit, en gedecimeerd bereikt het leger de zuidkust. Aangekomen in Jeruzalem begaan de leiders de fout om Damascus aan te vallen. Damascus was een vijand van Nour-ed-Din van Edessa en had vrede met de christenen. Door deze aanval wordt de stad in het vijandelijk kamp gedreven. Als Jiri hier een opmerking over maakt, krijgt hij te horen dat "politiek te ingewikkeld voor hem is" en dat hij "zijn mond verder moet houden".
Tijdens het beleg van Damascus valt Jiri in handen van de moslims. Uiteindelijk komt hij weliswaar oog in oog te staan met Nour-ed-Din, maar als gevangene. Aycan redt zijn leven wanneer deze Jiri en Arnold wegens brutaliteit wil laten omkomen van de dorst in de woestijn. Hij weet Nour-ed-Din ervan te overtuigen hen te laten gaan. In de woestijn worden Jiri en Arnold bovendien geholpen door een moslimfamilie. Uiteindelijk bereiken ze Jeruzalem en vinden aansluiting met het restant van het kruisleger.
Na een moeilijke terugreis keren Jiri en Arnold, inmiddels volwassen, terug in hun dorp. Maar het alledaagse leven valt hen zwaar. Ze vervelen zich dood en realiseren zich nu pas hoe klein het dorp is en hoe bekrompen de mensen: "het zoekraken van een varken wordt al als wereldnieuws ervaren". Jiri probeert de verveling te doorbreken door de Burcht der Kobolden te beklimmen: een steenhoop waarvan men zei dat er kobolden huisden. De steenhoop blijkt een oude heidense grafkelder te zijn, vol schatten. Een van deze schatten is een rijk bewerkte met goud ingelegde dolk. Jiri heeft toch nog zijn Gouden Dolk gevonden! En met dat goud wil hij vertrekken naar Parijs, om daar Oda te vinden, met haar te trouwen, en daar een nieuw leven, en een eigen smederij te beginnen.